# Barón Mordo
El Barón Karl Amadeus Mordo (conocido como Barón Mordo, Mordo o El Maestro Mordo) es un personaje rumano que aparece en los cómics estadounidenses publicados por Marvel Comics. Se le representa comúnmente como enemigo del Doctor Strange y fue creado por el escritor Stan Lee y el artista Steve Ditko, y apareció por primera vez en Strange Tales # 111 (agosto de 1963). Mordo es un mago talentoso, experto  especialmente en las artes negras de la magia, que incluye invocar demonios.
Karl Mordo aprendió las artes mágicas del Anciano en el Tíbet cuando el Dr. Stephen Strange llegó a estudiar allí. Strange frustró un complot de Mordo para ayudar al Anciano, lo que lleva a Mordo a ser expulsado y el Dr. Strange finalmente se convierte en el «Hechicero Supremo». Mordo se toparía con el Dr. Strange en una multitud de ocasiones, a veces con el respaldo del demonio Dormammu, llegando incluso a hacerse pasar por el Dr. Strange por un corto periodo. En Uncanny Avengers # 6, Mordo es descrito como fallecido, pero no se dan detalles de su muerte.
Fuera de los cómics, el personaje de Mordo ha aparecido en las series de dibujos animados Spider-Man: The Animated Series y The Super Hero Squad Show. También fue uno de los personajes principales en la película animada de 2007 Doctor Strange: The Sorcerer Supreme con la voz de Kevin Michael Richardson. Chiwetel Ejiofor interpreta al personaje en la película del Universo Cinematográfico de Marvel Doctor Strange (2016) y una versión alternativa en Doctor Strange en el multiverso de la locura (2022).

## Historial de publicaciones
Creado por Stan Lee y Steve Ditko, Barón Mordo apareció por primera vez en Strange Tales # 111 (agosto de 1963).

## Biografía ficticia
Originalmente un noble transilvano (nacido en Varf Mandra), Mordo se convirtió en un estudiante del brujo tibetano conocido como El Anciano. Cuando Mordo conspiró para matar a su maestro, el visitante del Anciano, el Doctor Stephen Strange se enteró de la trama obligando a Mordo a emitir hechizos de contención para evitar que le advierta a su maestro o lo ataque. Desafortunadamente, cuando Strange decidió desinteresadamente aceptar la oferta del Anciano para aprender magia con el fin de ayudar al anciano, el Anciano lo liberó de los hechizos, que era plenamente consciente de que estaban en su lugar, y lo entrenó como un enemigo formidable para Mordo. Finalmente Mordo fue exiliado por el Anciano. Las habilidades de Mordo eran similares a las del Doctor Strange, pero Mordo fue hábil particularmente en proyección astral e hipnosis, así como mesmerismo. Estaba más que dispuesto a utilizar la poderosa magia negra e invocar demonios, lo cual Strange era renuente o incapaz de hacer, aunque ambos actos a veces se volvían en contra de Mordo.
El malvado Mordo se convirtió en un enemigo abierto del Doctor Strange. Envió su forma astral para hipnotizar al criado del Anciano y envenenar su comida, esperando que el Anciano revelara sus secretos de magia. Sin embargo, Strange lo engañó para que volviera a su cuerpo físico después de entablar contacto astral con él, rompiendo así su dominio sobre el sirviente, que ayudó al Anciano a recuperarse. Mordo se disfrazó como Sir Clive Bentley, y atrapó al Doctor Strange con una vela drogada que lo paralizó, pero Strange pudo usar sus poderes mentales para llamar a una chica local para que lo liberara. Se opuso al discipulado del Doctor Strange con el Anciano. Estableció una serie de nuevas trampas para Strange en un intento por arrebatarle secretos mágicos al Anciano. Mordo tomó el cuerpo de Strange mientras Strange estaba proyectándose astralmente por una amenaza que él intuía que había causado Mordo, y le rodeó con una barrera, sabiendo que si su forma astral quedaba fuera por 24 horas, moriría. Strange lo encontró en un museo de cera, pero no pudo ingresar. Sin embargo, Strange tomó el control de un modelo de cera en el último minuto, distrayendo a Mordo y permitiendo que Strange volviera a su cuerpo. Él encarceló al Anciano, pero nuevamente fue derrotado. Mordo hizo un trato con su nuevo maestro, el demoníaco Dormammu, para acumular poder adicional para derrotar al Doctor Strange. Envió agentes para buscar la incógnita de Strange, y luego lo expulsó de la Tierra. Él huyó de Strange, y luego envió a sus agentes a matarlo. Se involucró en un combate personal con él. Mordo fue exiliado a la dimensión de los demonios por Dormammu. Luchó contra Strange, una vez más en Stonehenge, pero fue desterrado finalmente de la Tierra.
Mordo regresaría en el tiempo para seguir entorpeciendo al Doctor Strange. Él se hizo pasar por el Doctor Strange durante el breve retiro de Strange, pero fue derrotado prontamente. Mordo descubrió el Libro de Cagliostro, y luchó contra Strange en París del siglo XVIII. A continuación, acompañó a Strange y Sise-Neg a los albores de los tiempos. Después de sufrir una crisis mental, fue puesto al cuidado del Doctor Strange, pero escapó después. Mordo transformó al muerto Lord Phyffe en Azrael, el ángel de la muerte, y lo envió contra Strange. Él envió al Hombre Cosa a matar a Strange, y reunió a trece personas para el sacrificio humano para el demonio del Caos. Mordo fue derrotado por Strange, Jennifer Kale, y el Hombre Cosa. Él atacó a Strange, y escapó a la década de los 40s, pero fue manipulado por Dormammu.
Mordo más tarde vendió su alma tanto a Mefisto como a Satannish a cambio de poder, apostando que Strange lo salvaría. Estaba atrapado con Sara Wolfe, y más tarde la rescató. Mordo fue encarcelado después, y Sara Wolfe lo liberó de la prisión. Mordo y Dormammu lucharon para defender la Tierra. Él fue derrotado, y pretendió aliarse con Dormammu, y luego se alió con Umar para derrotar a Dormammu.
Umar y Mordo finalmente fueron depuestos por Clea. Mordo finalmente contrajo un cáncer terminal como efecto secundario de su uso de la magia negra, y renunció al mal poco antes de su muerte. Más tarde regresó a la vida. Más tarde se alía con Terrax, Tiburón Tigre y Hulk Rojo, para oponerse a su viejo rival y nuevamente se disfrazó del Doctor Strange, con la ayuda de los otros tres Defensores originales.
Mordo apareció en las páginas de X Factor, vol. 3 # 203, donde se revela que secuestró al político Cartier St. Croix con el fin de atraer a su hija M a una trampa.
Mordo parece haber fallecido en Uncanny Avengers # 6.
Mordo regresa durante las secuelas del arco de los últimos días de magia. Mordo obliga a una familia a abandonar su residencia, pero deja que la madre se quede como su sirviente. Dormammu incinera el cuerpo de la mujer como la posee para castigar a Mordo por retrasar sus planes. Mordo se dirige al Sanctum Sanctorum y ataca a Wong con el Doctor Strange enfrentándolo y los dos batallan brevemente antes de que Pesadilla lo tome. Mordo, enojado porque su enemigo fue tomado por otro, es confrontado por Dormammu otra vez (en la forma de un enjambre de ratas) que procede a atacar a Mordo causando que se vaya. Luego alcanza al Doctor Strange cuando es atacado por Orbe, hasta que llega Dormammu. Luego ayuda al Doctor Strange a desterrar a Dormammu directamente a Shuma-Gorath.
Durante la historia del Imperio Secreto, Barón Mordo se convierte en el cuidador de Manhattan después de que se rodea de Fuerza Oscura después de que Hydra tomara los Estados Unidos. Además de usar el Sanctum Sanctorum como su residencia, el Barón Mordo tiene el Dios Mayor Pluorrg custodiando el Sanctum Sanctorum. Más tarde atrapa a Daredevil, Luke Cage, Cloak y Iron Fist cuando intentan luchar contra él. Mordo es derrotado por el Doctor Strange, Spider-Woman, Ben Urich y Kingpin.
Durante la historia de "La muerte del Doctor Strange", Barón Mordo aparece con Kaecilius en el Sanctum Sanctorum donde Wong, el Doctor Voodoo, Zelma Stanton y Fantasmas de Murciélagos Perros encuentran al Doctor Strange muerto. Wong acusa a Barón Mordo de este crimen y afirma que alguien le robó esta oportunidad. Justo en ese momento, llega una versión clásica de Doctor Strange que ha intuido que ha pasado lo peor y pregunta en qué año es. Cuando las Tres Madres aparecen siguiendo a Clea hasta el Sanctum Sanctorum, el Barón Mordo y Kaecilius se despiden. El Castillo del Barón Mordo es asaltado por el Clásico Doctor Strange, Clea y Wong cuando sospechan que robó el Ojo de Agamotto y la Capa de Levitación. El Barón Mordo les da los artículos afirmando que él no fue quien los robó, los investigadores aceptan esta afirmación ya que todavía niega haber matado a Strange, donde el ego de Mordo lo habría llevado a admitir su culpa si en realidad fuera el responsable en este punto. En New Umarria, la Antártida, Classic Doctor Strange, Clea y Magik llegan y se encuentran con Baron Mordo, Kaecilius, Aggamon, Tiboro y Umar, donde los somete a un misterio de asesinato que involucró explicar por qué los señores de la guerra interdimensionales huyeron a la Tierra. y el encuadre del Barón Mordo. Concluye que Kaecilius es responsable del asesinato del Doctor Strange, ya que Kaecilius planea hacer que el Barón Mordo "chille con todas las agonías de la Dimensión Púrpura" y luego vuelva a matar al Doctor Strange Clásico con los propios poderes del Doctor Strange. Barón Mordo luego ayuda a Doctor Strange, Clásico Doctor Strange, Clea, Magik, Aggamon, Tiboro y Umar a luchar contra el Niño Peregrino y las Tres Madres.

## Poderes y habilidades
El Barón Mordo tiene bastantes habilidades mágicas derivadas de sus años de estudio de la magia negra y las artes místicas. Él puede manipular fuerzas mágicas para una variedad de efectos, incluyendo el hipnotismo, el mesmerismo, la proyección de pensamiento y la proyección de ilusiones. Puede separar la forma astral de su cuerpo, permitiéndole hacerse intangible e invisible para la mayoría de los seres. Puede proyectar explosiones de fuerzas mortales usando magia, puede teletransportarse interdimensionalmente, y puede manipular muchas formas de energía mágica. Puede aprovechar la energía extradimensional al invocar entidades u objetos de poder que existen en las dimensiones tangenciales a la Tierra al recitar conjuros. También puede convocar a los demonios, pero a menudo no tiene suficiente poder para obligarlos a hacer lo que él quiere que hagan.
El Barón Mordo tiene algo de conocimiento de un arte marcial como el karate, y tiene un amplio conocimiento de la tradición mágica.

## Otras versiones

### Mutante X
El Barón Mordo aparece en el último número de Mutante X, siendo referido como el "Anciano". Él sigue siendo considerado un villano, aunque él mismo se alía con otros héroes y villanos con el fin de detener a la entidad Beyonder/Reina Duende.

### 2099
En Secret Wars, los Vengadores 2099 investigan la amenaza del misterioso Martin Hargood. En el último número, se revela que él es el descendiente de Barón Mordo y, después de reclamar su título ancestral, utiliza el laboratorio Virtual Unreality de Alchemax para convocar al Habitante en la Oscuridad. El Capitán América 2099 golpea a Mordo, mientras que Roman, el hijo de Namor, convoca a un Giganto para derrotar al Morador.

## En otros medios

### Televisión
- El Barón Mordo aparece por primera vez en Spider-Man: La serie animada episodio "Pecados del padre Capítulo 1: El Dr. Extraño" con la voz de Tony Jay.[45] En el show, Mordo aparece como peón de Dormammu.
- El Barón Mordo aparece en la cuarta temporada de Ultimate Spider-Man vs Los 6 Siniestros, con la voz de Danny Jacobs.[46]
  - En el episodio 3, "A Miles de Kilómetros de Casa", el fue reclutado por el Doctor Octopus para usar el Sitio Peligroso para traer al Duende Verde demoníaco de otra realidad a la de ellos.
  - En el episodio 20, "Un Extraño y Pequeño Halloween", Mordo se vuelve a montar en el Reino Cuántico, donde usa su magia para convertir a los que hacen truco o trato en versiones monstruosas de sus disfraces.
- Barón Mordo aparece en Avengers: Secret Wars, el episodio, "El Ojo de Agamotto" Pt. 1, interpretado por Phil LaMarr.[47] Esta versión se representa como un afroamericano y aliado de Hydra. Después de que algunos agentes de Hydra saquearan un depósito lleno de objetos mágicos y robaran el talismán de Kaluu, el Capitán América y la Pantera Negra los siguen hasta un edificio en Kaluu donde encuentran al Barón Mordo trabajando en él.
- Barón Mordo aparece en la tercera temporada de Spider-Man: Maximum Venom, con la voz de Leonard Roberts.[48][49] Esta versión es afroamericano. En el episodio "Amazing Friends", colaboró con Monica Rappaccini y A.I.M. en un complot para atacar a Groot.

### Películas
- El Barón Mordo aparece como el antagonista secundario en la película animada de 2007 Doctor Strange: The Sorcerer Supreme con la voz de Kevin Michael Richardson. Su origen se altera, sin embargo, mantiene su disgusto por Extraño y el Anciano. En esta adaptación es un mago parecido a un guerrero que comenzó a pensar sólo en la victoria en lugar de por lo que luchó, dispuesto a ir tan lejos como matar a niños inocentes, lo que estaba en contra de todo lo que el Anciano representaba, causando que el Anciano rechace su intento de ser Hechicero Supremo.

- Karl Mordo aparece en películas de acción real ambientadas en el Universo cinematográfico de Marvel, interpretado por Chiwetel Ejiofor: 
  - Mordo aparece en Doctor Strange (2016) como un personaje afroamericano.[50] Esta versión es un miembro de los Maestros de las Artes Místicas que entrena a Stephen Strange y empuña la vara del Tribunal Viviente como su arma.
  - Aunque Mordo no aparece en Avengers: Infinity War (2018) Mordo fue una de las víctimas del Chasquido de Thanos quien destruyó al Universo.
  - Una línea de tiempo alternativa de Mordo aparece en Doctor Strange en el multiverso de la locura (2022).[3] Esta versión se convirtió en el Hechicero Supremo y miembro de los Illuminati de la Tierra-838 después de reemplazar a Strange en su universo.

### Videojuegos
- El Barón Mordo aparece en el videojuego Marvel: Ultimate Alliance con la voz de Philip Proctor. Él es un miembro de esta versión de los Maestros del Mal, y uno de los lugartenientes de Doctor Doom.
- Barón Mordo es un personaje jugable en Marvel: Avengers Alliance.
- Barón Mordo es un personaje jugable en Marvel Future Fight. Estando disponible tanto la versión de los cómics como la de la película.[51]
- Barón Mordo es un personaje jugable en el juego Marvel: Contest of Champions.
- Barón Mordo es un personaje jugable en el juego móvil match-three Marvel Puzzle Quest. Fue agregado al juego en febrero de 2017.[52]
- Barón Mordo aparece como un personaje jugable en Lego Marvel Super Heroes 2.[53][54]